# Schulen (Herk-de-Stad)
Schulen – dzielnica (deelgemeente) miasta Herk-de-Stad w Belgii, w Regionie Flamandzkim, w prowincji Limburgia, w okręgu Hasselt. 1 stycznia 2020 roku liczyła 2936 mieszkańców. Do 31 grudnia 1970 samodzielna gmina. Leży nad rzekami Demer oraz Herk.

## Demografia
Liczba mieszkańców, stan na 1 stycznia:
| Rok                | 1930 | 1961 | 2020 |
| ------------------ | ---- | ---- | ---- |
| Liczba mieszkańców | 1455 | 2005 | 2936 |